# Cadlina luteomarginata
Cadlina luteomarginata är en snäckart som beskrevs av Frank Mace MacFarland 1966. Cadlina luteomarginata ingår i släktet Cadlina och familjen Chromodorididae. Inga underarter finns listade i Catalogue of Life.

## Bildgalleri

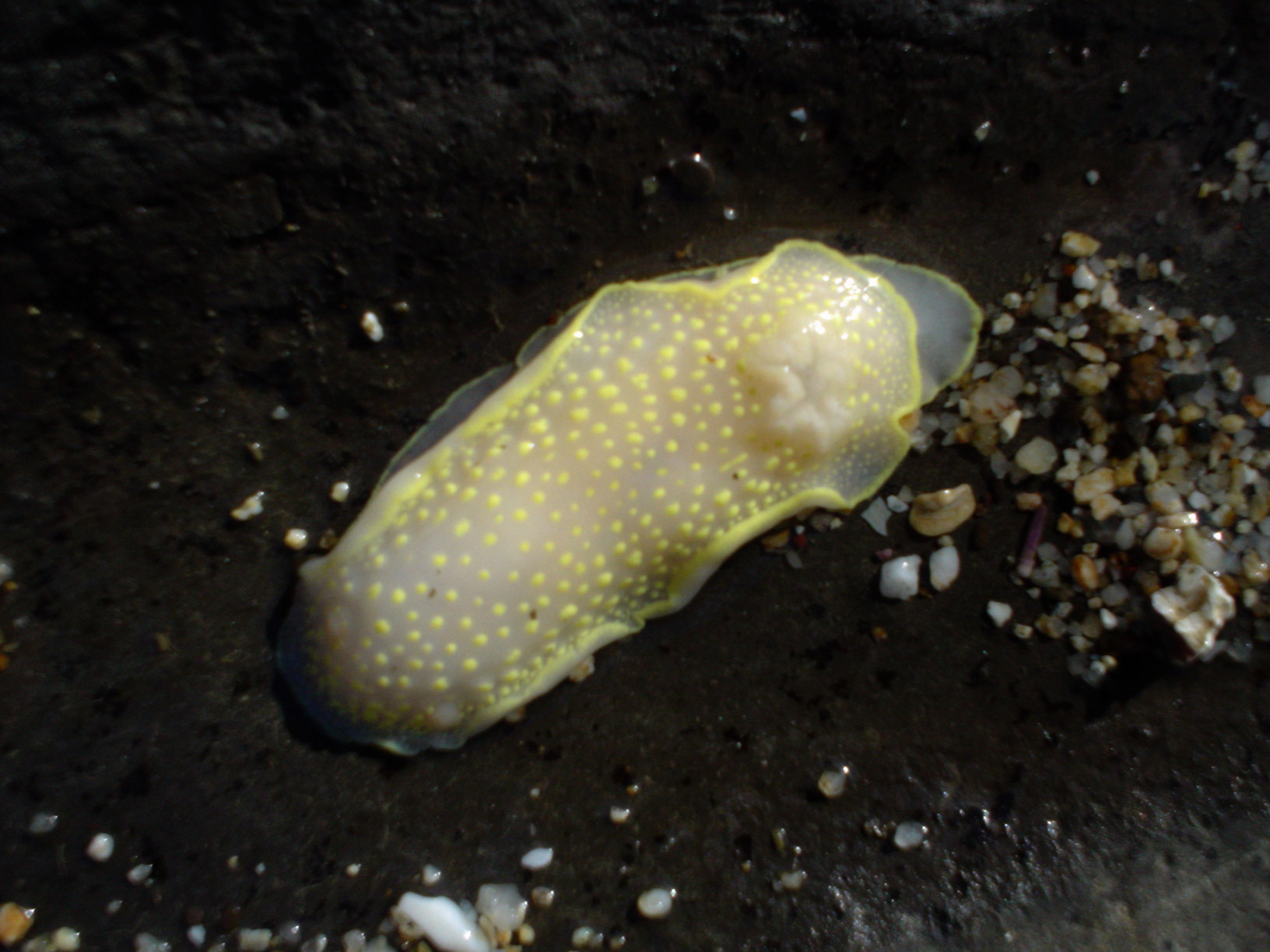